# Comuna Lîsa Hora, Pervomaisk
Lîsa Hora (în ucraineană Лиса Гора) este o comună în raionul Pervomaisk, regiunea Mîkolaiiv, Ucraina, formată din satele Lîsa Hora (reședința) și Novopavlivka.

## Demografie
Componența lingvistică a comunei Lîsa Hora
     Ucraineană (93,31%)
     Rusă (3,59%)
     Română (2,45%)
     Alte limbi (0,29%)
Conform recensământului din 2001, majoritatea populației comunei Lîsa Hora era vorbitoare de ucraineană (93,31%), existând în minoritate și vorbitori de rusă (3,59%) și română (2,45%).